# Varà de sabana
El varà de sabana (Varanus exanthematicus) és una espècie de sauròpsid (rèptil) escatós de la família dels varànids nadiu d'Àfrica. A Europa és conegut com a varà de Bosc, en honor del científic francès Louis Bosc que el va descobrir i va descriure a finals del segle xviii. El varà de sabana és un llangardaix bastant popular en el comerç de mascotes. Això es deu al fet que després de ser domat el seu caràcter és dòcil i és un dels varans que menys probabilitats té de mossegar si es manegen adequadament. Un varà que no estigui ben cuidat, alimentat o que estigui en estat salvatge pot ser un llangardaix molt agressiu. Contràriament a la creença popular, aquest varà no s'adapta bé a la captivitat.
El nom genèric de Varanus deriva de l'àrab waral (ورل), que es tradueix com a "varà" en català, "monitor" en anglès. La classificació com a exanthematicus es deriva de la paraula grega exanthem (ɛksænθɪm) que significa una erupció o ampolla de la pell. El botànic i zoòleg Louis Augustin Guillaume Bosc va descriure inicialment aquest llangardaix com a Lacerta exanthematicus en referència al gran oval d'escates que té a la part posterior del coll.

## Morfologia
Posseeix unes extremitats preparades per a l'escalada i l'excavació, un pell gruixuda i resistent que es creu el fa immune als atacs amb verí de qualsevol serp i unes mandíbules fortes adaptades a la seva dieta d'animals amb closca dura. Presenta un cap massís amb un musell xato un coll més aviat curt que uneix el cap amb el cos. La seva cua és rodona i curta i serveix per a emmagatzemar greix. Les seves escates són petites i rodones. Arriba a mesurar metre i mig, si bé la seva longitud mitjana se situa al voltant dels 115 centímetres i el seu pes seria de 5 a 5,5 quilos. La seva esperança de vida és d'entre 10 i 15 anys.

## Ecologia
S'estén per tota l'Àfrica subsahariana, des del Senegal fins a Eritrea arribant a poblar gran part del nord del Zaire. Principalment viu en caus o arbustos baixos. A la zona costanera de Ghana alguns exemplars cohabiten en caus al costat de grills gegants Brachytrupes. Desenvolupen la seva activitat durant el dia protegint-se la calor intensa durant les hores més caloroses.
S'alimenta exclusivament d'artròpodes i mol·luscs. Les seves preses més comunes solen ser insectes, aranyes, escorpins, gasteròpodes o centpeus. Els exemplars adults també poden incloure en la seva dieta petits vertebrats com ara diversos rosegadors, petites aus, granotes, ous i altres espècies de llangardaixos.
Es reprodueix en èpoques de pluges a la qual aquests rèptils ponen 20 a 50 ous de forma oval que mesuren aproximadament 66 a 74 centímetres i són enterrats en un forat de 10 a 28 centímetres de profunditat excavat per la femella. Els ous maduren després de 5 a 6 mesos de la posta en què neixen els seus nous descendents.
Els seus depredadors més freqüents són les aus rapinyaires i de caça nocturna, serps constrictores i els mamífers carnívors que ronden pel seu hàbitat com els lleopards, xacals i guineus, que també poden caçar varans si no troben un altre tipus de preses. Quan són atacats normalment es defensen mossegant i emprant tàctiques davant atacs de serps i mamífers que consisteix a formar un cercle, sacsejar fortament la seva cua, tractar de mossegar els seus depredadors si és possible. També la resta dels varans solen emetre xiulets davant atacs dels seus possibles depredadors.
Les principals amenaces són el comerç internacional de mascotes i la caça per la seva pell i carn. S'estima que se n'exporten uns 100.000 exemplars a l'any per al comerç de mascotes. Països com el Sudan o el Txad són els llocs d'origen tradicionals del comerç de la pell d'aquest varà, només el 1984 es van comercialitzar les pells de més d'1 milió d'aquests exemplars.